# Центр Луганська
Центр Луга́нська — адміністративна та комерційна частина міста, в якій розташовані основні органи державної влади і місцевого самоврядування, банківські заклади, готелі, а також чисельні торговельні комплекси. Розташований у Ленінському районі уздовж вул. Радянської і кількох паралельних вулиць між вул. Луначарського і 50-річчя утворення СРСР. 
Згідно з генеральним планом Луганська, затвердженим у січні 2011 року, центр разом зі Старим містом складають зону історичної забудови.

## Історичний огляд

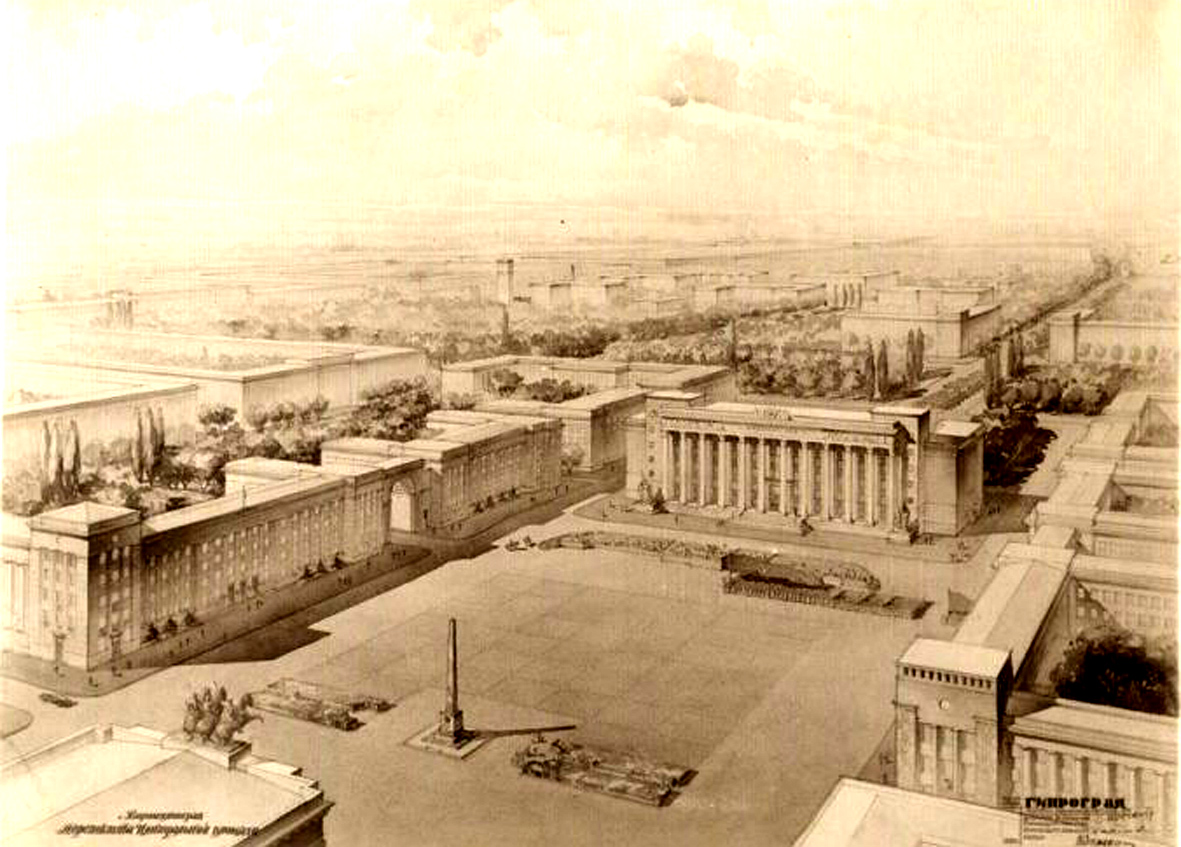
Будинок Рад (вихід на сучасну Театральну площу). Новий центр спроектували у 1939 році

Площа Радянська (Героїв ВВВ). Новорічні свята, 1962 рік

Майбутня площа Героїв ВВВ, 1953 рік. Будинок зі шпилем (ліворуч). Справа видніються будинки містечка Емаль-заводу на 12-тій лінії, зведені у 1929 році.

Забудова майбутнього центра починається з кінця 1920-х років.  У 1928 році з’являються перші корпуси Луганської обласної дитячої клінічної лікарні. У 1929 році на вул. Оборонній відчинив двері педагогічний інститут. Тоді ж робочі Емаль-заводу вселяються у нові будинки на 12-тій лінії. У 1930-х роках на вул. Радянській зводяться адміністративні споруди № 47, 49, 55, 59 і житловий будинок № 43, тепер пам’ятки місцевого значення.
З наданням Ворошиловграду в 1938 році статусу обласного центра виникло питання про його реконструкцію. Був розроблений план розбудови нового центра. 1939 року архітектори Григорій Лебединський і Мороз із Діпроміста підготували проект Будинку Рад, навколо якого мав сформуватися адміністративний квартал.  До цього задуму обласна влада повернулась після війни. 28 червня 1946 року виконком  Ворошиловградської облради ухвалив постанову про будівництво Будинку Рад. 6 липня 1946 року Архітектурна рада Управління у справах архітектури при Раді Міністрів УРСР  дала свою згоду на реалізацію проекту.
1948 року Рада Міністрів СРСР виділила кошти на розвиток міста. За генеральним планом, Ярмаркова площа, колишній міський цвинтар (теперішній сквер Молодої гвардії) і прилеглі вулиці підлягали повній перебудові. На їх місці зводились сучасні громадські і житлові будинки. Водночас були внесені певні корективи. Замість Будинку Рад у 1956 році з’явилась будівля обкому КПУ із значними спрощеннями. Вулиці й площа Рад (Героїв ВВВ) навколо цієї та інших адміністративних споруд сформували новий центр міста.
Тривалий час у межах центральної частини міста поруч з елітним житлом співіснували невеликі хатинки приватного сектора. До початку 1970-х років одразу за Центральним ринком розташовувався Циганський хутір, який у той час зажив лихої слави.
Паралельно проводилось «очищення» центру від будь-якої присутності релігійних об'єктів. Миколаївський собор і Воскресенська церква були зруйновані ще у 1935 році. Однак віряни відродили православну громаду під час Другої світової війни і зайняли приміщення колишньої синагоги. 1949 року місцева влада вилучила церковну будівлю, але натомість дозволила звести нову молитовню в Гусинівці.

## Сталінська архітектура
Забудова центра велась в річищі парадної монументальної архітектури тієї доби. Одними з перших виросли «будинки зі шпилем», які виконані у стилі сталінського ампіру. Подібні ансамблі спостерігались по всьому Радянському Союзу (сталінські висотки, готель «Україна» у Києві, будинок зі шпилем на площі Конституції у Харкові).
Однак після виступу Микити Хрущова на ІІ Всеросійському З’їзді будівельників 4 листопада 1955 року  вийшла постанова ЦК КПРС і Ради Міністрів СРСР «Про усунення надмірностей у проектуванні і будівництві».  Радянське керівництво виходило з того, що захоплення показним прикрашанням фасадів спустошують державну казну.  
«Численні декоративні колонади і портики та інші архітектурні надмірності, — йшлося в документі, — запозичені з минулого, стали масовим явищем при будівництві житлових і громадських будівель, в результаті чого за останні роки на житлове будівництво перевитрачено багато державних коштів, на які можна було б побудувати не один мільйон квадратних метрів житлової площі для трудящих».
Перехід від одного архітектурного стиля до іншого можна спостерігати в межах площі Герої Великої Вітчизняної війни. Будівля обкому КПУ з колонадою в неокласичному стилі, дома зі шпилями на півдні площі, будинки № 2 і 6 з баштами на сході скверу контрастують з безвиразними житловими будинками № 1, 5, а також спорудами на вул. Радянській і Демьохіна, що з’явились після постанови. 
На рубежі 1970-х — 1980-х років обговорювалось питання про чергове перенесення центра в район між вулицями Радянська, Сороки, 18-тою і 19-тою лініями. Був розроблений проект реконструкції нової площі і забудови новими адміністративними будівлями. Однак через брак грошей, а згодом розвал СРСР ідея не була реалізована.

## Опис

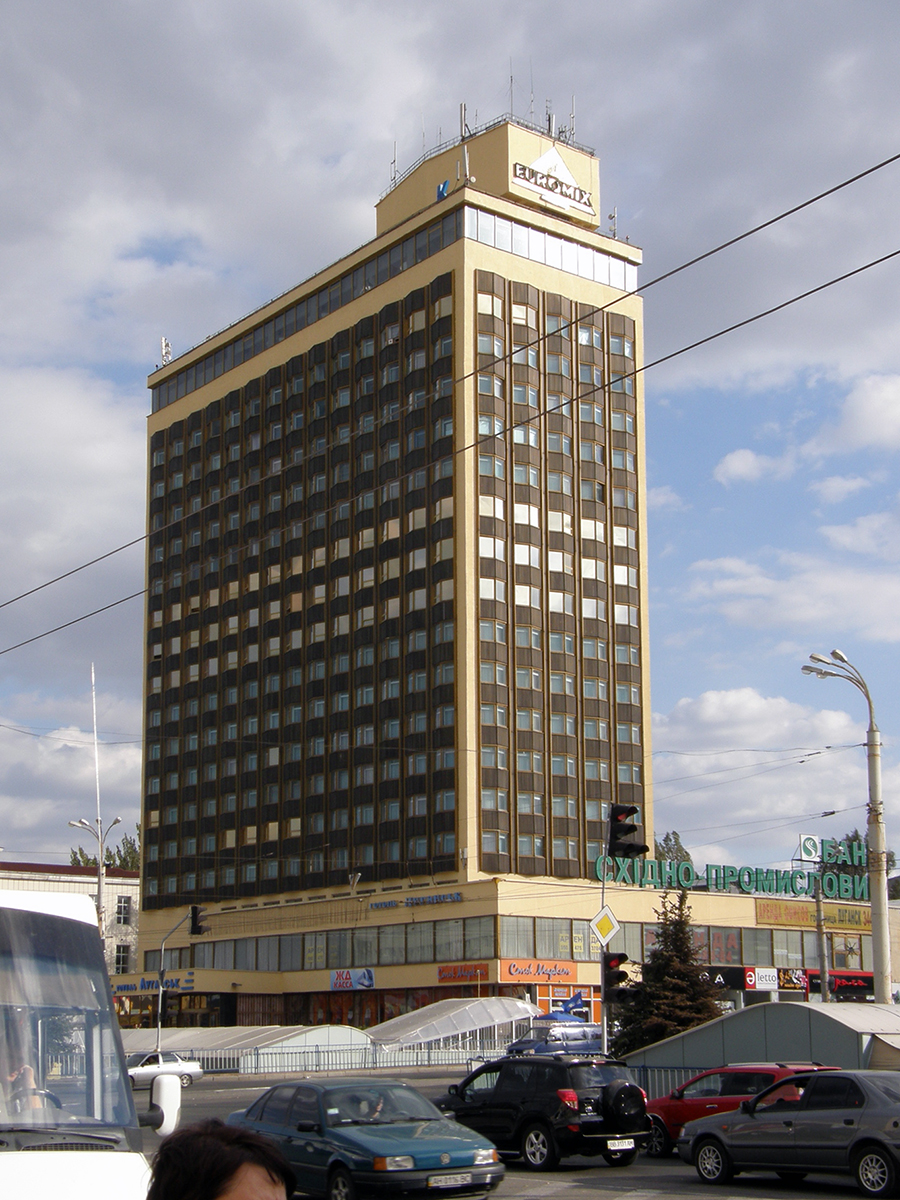
готель «Луганськ»

Перехрестя вул. Коцюбинського і Демьохіна

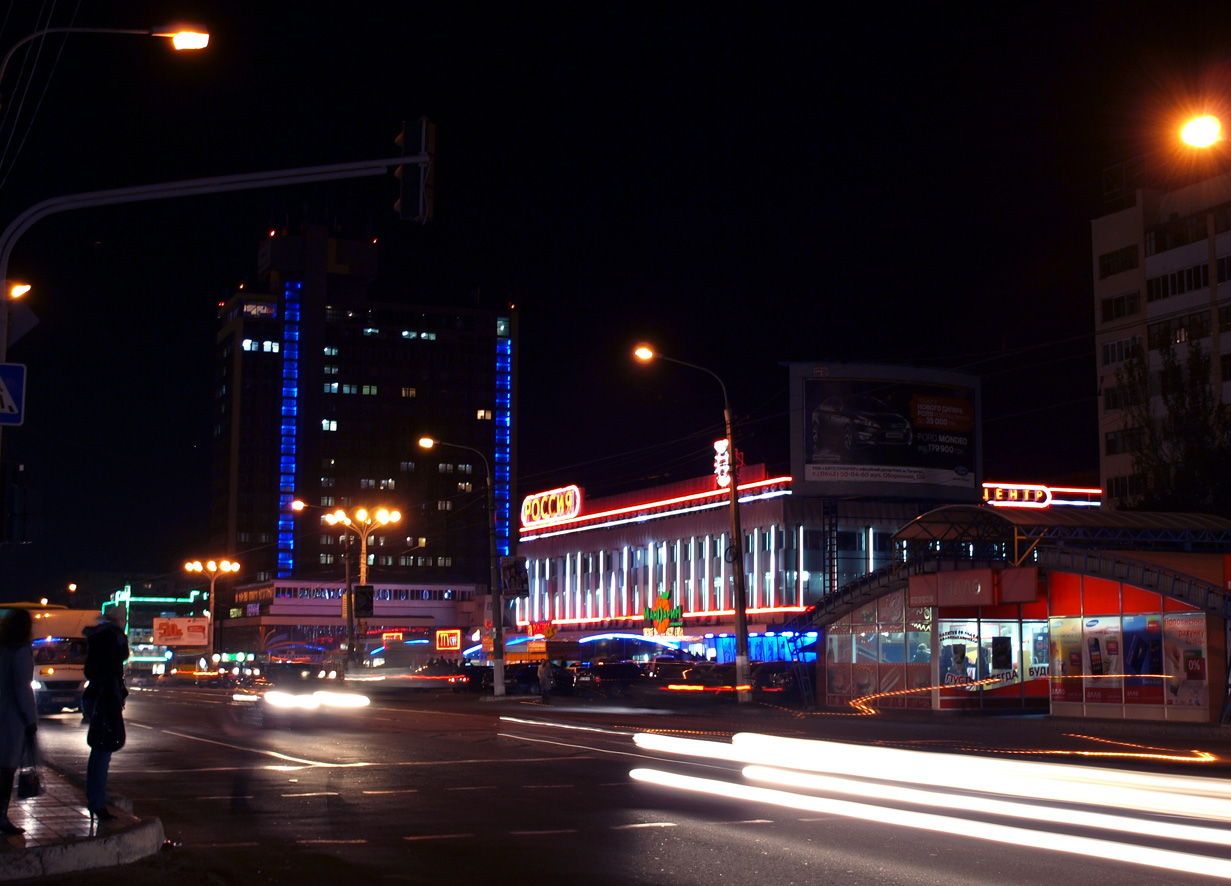
Готель і комерційний центр на вул. Оборонній

Центральний пам'ятник міста — Тарасу Шевченку.

У центрі розташована низка державних установ, зокрема облдержадміністрація, облрада (площа Герої ВВВ, 3), міська рада (вул. Коцюбинського, 14), райвиконком Ленінського району (вул. Котельникова, 17), Апеляційний суд Луганської області, обласна прокуратура, УВС в Луганській області (вул. Польського, 3), обласна податкова адміністрація, Управління СБУ в Луганській області (вул. Радянська, 79), Управління НБУ в Луганській області (вул. Радянська, 83), а також Луганська обласна універсальна бібліотека ім. Горького (вул. Радянська, 78), обласний архів (вул. Радянська, 85), Обласний театр російської драми, Луганський театр ляльок, Обласна рада Федерації профспілкових організацій, Укртелеком, дві церкви, дві каплиці, готелі «Динамо» (вул. Радянська, 48), «Совєтська» (вул. Радянська, 54), «Луганськ» (вул. Радянська, 76), Центральний ринок, банки, торгово-розважальні комплекси, супермаркети, бутіки.

## Транспорт
Через центр проходить основний громадський транспорт (автобуси і тролейбуси), що з'єднує майже всі частини міста, у тому числі м. Щастя, сел. Ювілейне, залізничний вокзал і центральну автобусну автостанцію. У районі Ленінського райвиконкому розташована також приміська автостанція.

## Центральні вулиці
У межах нового центра повністю або частково пролягають:
- Радянська
- Оборонна
- Коцюбинського
- Котельникова
- Лермонтова
- Луначарського
- Челюскінців
- Шелкового (Новоствітлівська)
- 3-тя Донецька
- Сент-Етьєнівська (4-та лінія)
- Польського (10-та лінія)
- О. Шеремета (11-та лінія)
- Демьохіна (12-та лінія)
- В. Титова (13-та лінія)
- В. Шевченка (14-та лінія)
- 15-та лінія
- 16-та лінія

## Сквери і площі
- Театральна площа
- Площа і сквер Героїв Великої Вітчизняної війни
- Сквер Молодої Гвардії
- Сквер Слави героїв громадянської війни

## Пам’ятники

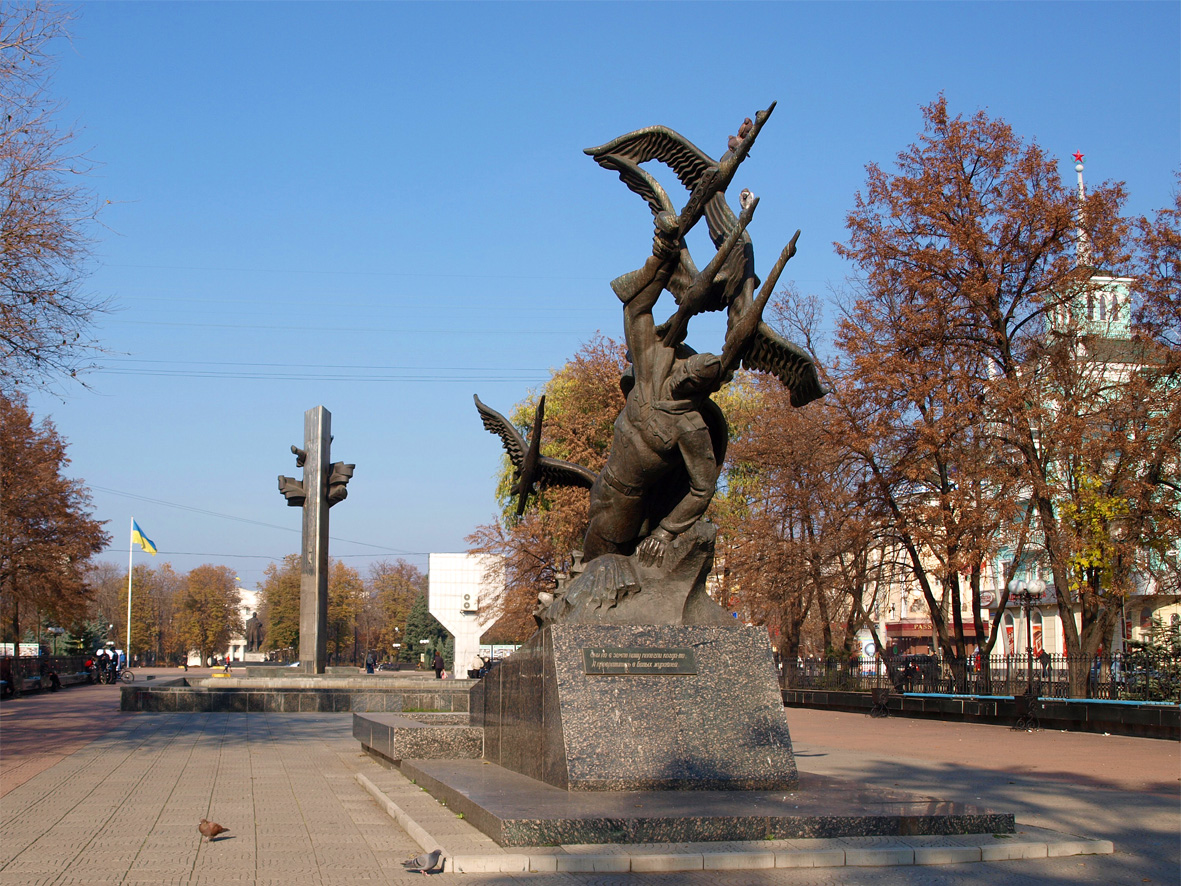
Площа Героїв ВВВ

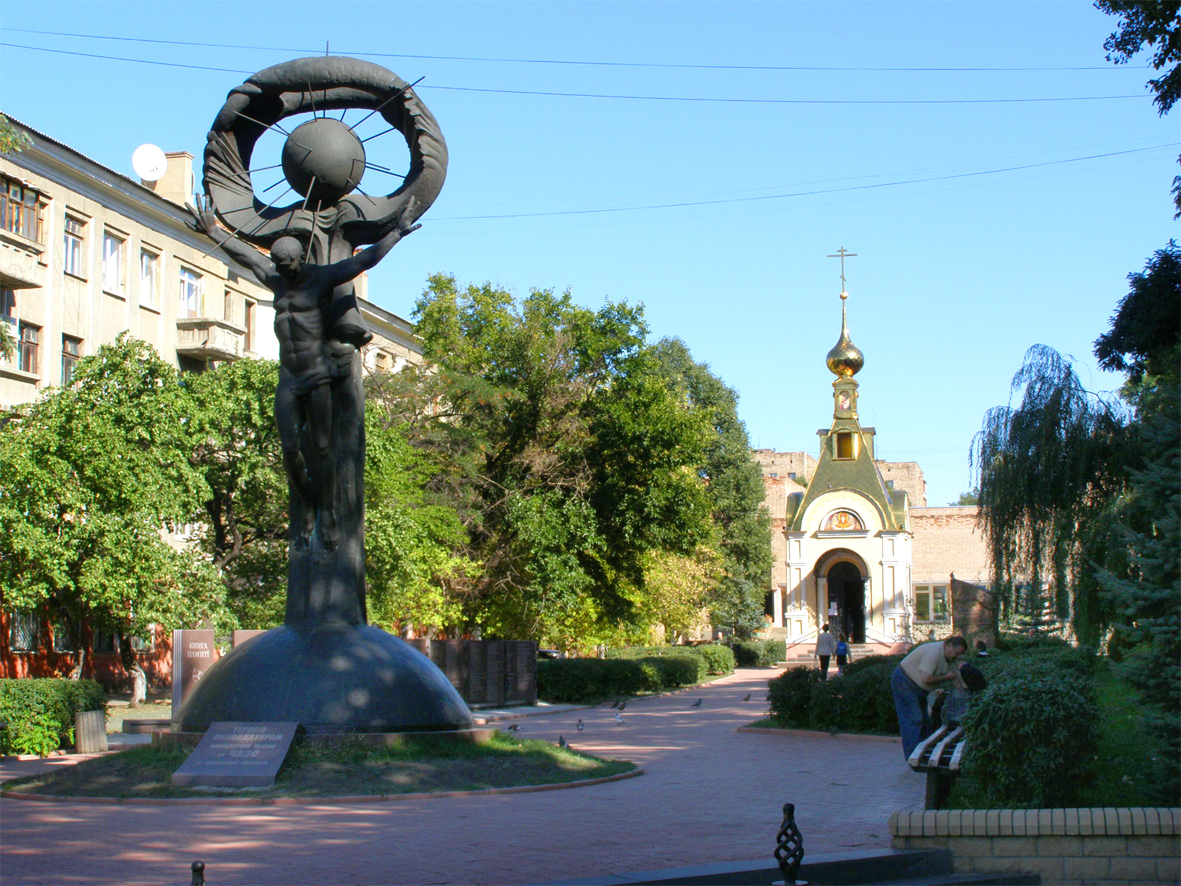
Каплиця і пам'ятник ліквідаторам аварії на Чорнобильській АЕС (перехрестя вулиць Польського і Луначарського)

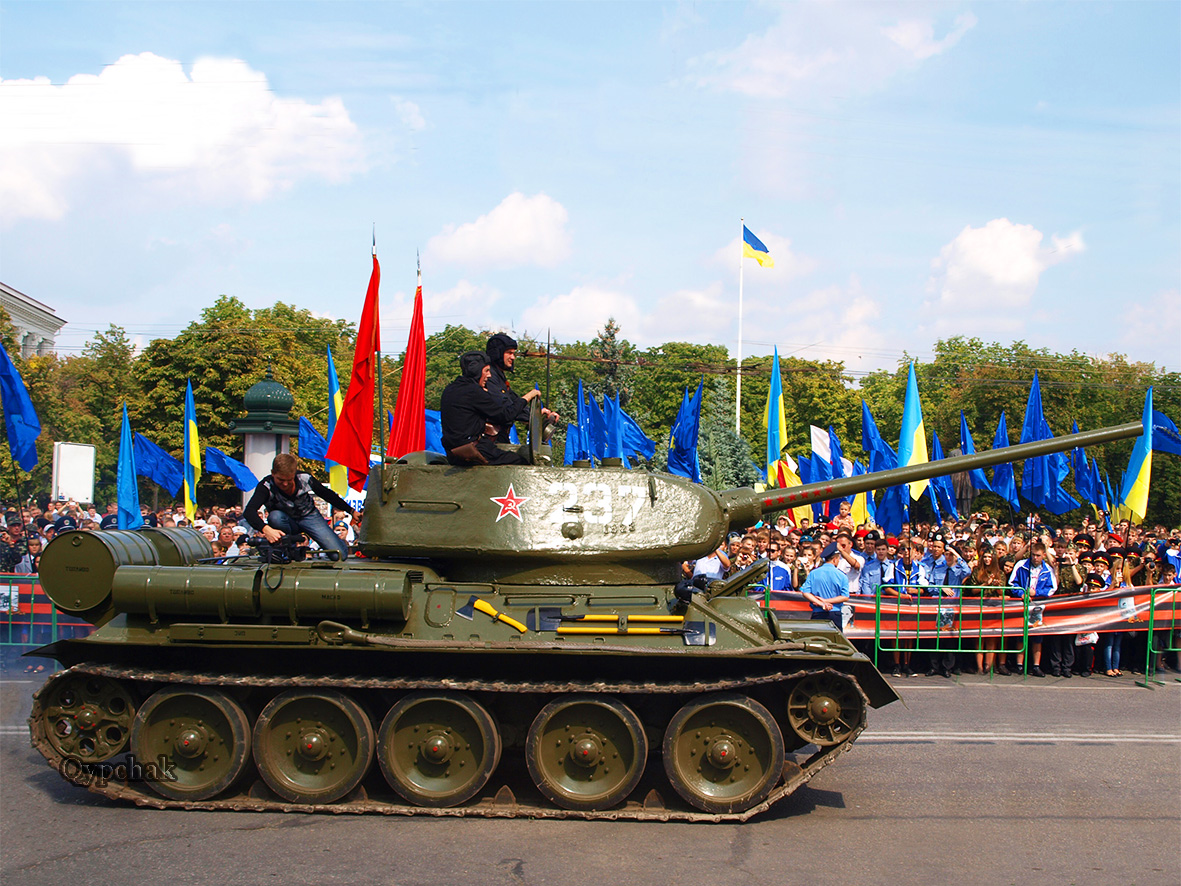
Відреставрований танк Т-34 на центральному майдані Луганська (3.09.2013)

### Площа Герої Великої Вітчизняної війни
- Могила невідомого солдата і Героям Радянського Союзу
- «Журавлі»
- Тарасу Шевченкові
- Бюст В. Шевченкові

### Сквер Молодої Гвардії
- Братська могила 14 луганчан-червоногвардійців
- Ульянову-гімназисту
- Молодогвардійцям
- Поетесі Тетяні Снєжиній

### Інші місця
- Пам’ятний знак з нагоди 2000-річчя Різдва Христового (Луганська Богородиця)
- Героям чорнобильцям на перехресті вулиць Польського і Луначарського
- Учасникам громадянської війни 1917—1921 років у сквері Слави героїв громадянської війни
- Загиблим співробітникам міліції у Великій вітчизняній війні і при виконанні службових обов’язків
- На честь подвигу робітників міліції у Громадянській і Великій Вітчизняній війни
- Бюст Карлу Гаскойну
- Трудівникові Луганщини
- Леніну

## Основні міські заходи
Основні державні і народні свята городяни відзначають у центрі міста.
Головна новорічна ялинка на рубежі 1950-х — 1960-х років установлювалась між будинками зі шпилем. З 1966 року її перенесли до скверу Героїв ВВВ. На рубежі XX-XXI століть її новим місцем стала Театральна площа. На площі також з концертами, феєрверками і салютами відзначають День Перемоги і День міста. 
Основні політичні акції, протести проводять біля облдержадміністрації у сквері Героїв ВВВ. Комуністи організують мітинги біля пам’ятника Леніну, а також ідуть ходою вул. Радянською.

## Бомбосховища

Оголовки вентиляційних каналів

У період холодної війни в Луганську, як і по всьому СРСР, активно будувались цивільні сховища (відомі як «бомбосховища»), які призначались для захисту населення від зброї масового ураження. 
Обком КПУ, державні й громадські установи, підприємства обов’язково мали підземні приміщення з міцними конструкціями і противибуховими пристроями. У деяких подвір’ях центра міста також були обладнані подібні сховища. Тепер про них нагадують оголовки аварійних виходів і вентиляційних каналів, які можна спостерігати у сквері і подвір’ях на площі Героїв Великої Вітчизняної війни, Красній площі, на вул. Польського (10-тій лінії) тощо.